# Yukarıortacami, Tirebolu
Yukarıortacami là một xã thuộc huyện Tirebolu, tỉnh Giresun, Thổ Nhĩ Kỳ. Dân số thời điểm năm 2011 là 252 người.